# 건강버라이어티 올리브
건강버라이어티 올리브는 OBS경인TV에서 2010년 8월 3일부터 2013년 4월 11일까지 방송했던 건강 전문 프로그램이다.

## 역대 진행자
- 정지원, 이건주, 제민